# Hiroshi Murata
Hiroshi Murata (jap. 村田 浩, Murata Hiroshi; * um 1955) ist ein japanischer Jazzmusiker (Trompete, auch Flügelhorn, Kornett), der stilistisch in der Hardbop-Tradition spielt.
Hiroshi Murata arbeitete ab den 1970er-Jahren in der japanischen Jazzszene u. a. mit dem Hiroshi Tamura Trio & Quintett, mit dem auch erste Aufnahmen entstanden (What aBop, 1977). In den folgenden Jahren spielte er u. a. mit Jimmy Takeuchi, Osamu Kawakami, Shingo Okudaira (Maiden Voyage, 1978) und Tsuyoshi Yamamoto (Well You Needn't, 1979), ab Mitte der 1980er-Jahre mit Yosuke Yamashita (Jazz Daimyo) und Masato Imazu (It's Too Bright, 1988).
Unter eigenem Namen nahm Murata 1992 mit seiner Bop Band (mit Seiji Tada, Jun Hakamazuka, Shigeo Aramaki, Ken Nakamura) das Album The Blues Walk (GML) auf; darauf sind Jazzklassiker wie Cole Porters I’ve Got You Under My Skin, Little Melonae von Jackie McLean, Falling in Love with Love von Rodgers und Hart und Out of the Past von Benny Golson. In den 2000er-Jahren folgten noch die Produktionen Be Bop und Straight Ahead. Der Diskograf Tom Lord listet seine Beteiligung im Bereich des Jazz zwischen 1977 und 2005 bei 12 Aufnahmesessions.

## Diskografische Hinweise
- Be Bop (What’s New), 2003, mit Kazunori Sawada, Hiroshi Tamura, Noboru Ando, Shingo Yamaguchi
- Straight Ahead (What’s New), 2005, mit Kazunori Sawada, Zengel Matsumoto, Nobuyuki Yano, Keita Miyaoka